# Hessental
Hessental ist der größte Stadtteil der Kreisstadt Schwäbisch Hall des baden-württembergischen Landkreises Schwäbisch Hall.

## Geografie
Hessental liegt im Südosten Schwäbisch Halls am Rand der Haller Ebene und des Schwäbisch-Fränkischen Waldes und wird vom Waschbach und von Zuflüssen von diesem durchzogen.

## Geschichte

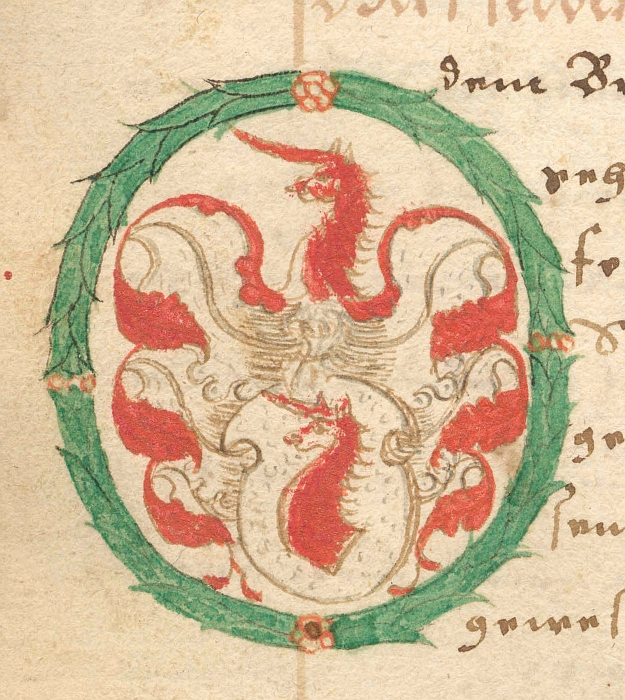
Historisches Wappen der Familie de Hesendal (später: Familie von Hessental)

In Hessental – früher Hessenthal geschrieben – war vom 11. bis zum 13. Jahrhundert ein Adelsgeschlecht beheimatet, das den Rumpf eines Einhorns im Wappen führte. Es dürfte sich um Ministerialen der Grafen von Comburg-Rothenburg gehandelt haben. Ihre Burg stand vermutlich auf einem „freistehenden, das Dorf beherrschenden Hügel“. Die urkundliche Ersterwähnung war um 1100. Bis zur Reformation war der Ort eine Filialgemeinde von Steinbach; als Kirche wurde die Kapelle zum heiligen Matthäus aus dem Jahr 1365 genutzt.

Hessental auf einer Flurkarte von 1776

Im 16. Jahrhundert brachte die Reichsstadt Hall die hohe Obrigkeit an sich und übernahm damit die grundherrlichen Rechte über den Ort. Dadurch wurde ein Großteil der Gemeinde Teil des Haller Landterritoriums und war dem hällischen Amt (In der) Schlicht unterstellt.
Die Reformation wurde von Hall umgesetzt, wohingegen durch die Gegenreformation, die vom Kloster Comburg ausging, die Comburger katholisch blieben. Daher entstanden jeweils eine katholische und eine evangelische Schule; diese Trennung blieb bis 1839 erhalten, danach gab es eine gemeinsame Schule für Katholiken und Protestanten.
Nach Auflösung der Reichsstadt und Übernahme der Haller Landgebiete 1802, kam der Ort zum Herzogtum Württemberg, welches 1803 zum Kurfürstentum und 1806 zum Königreich erhoben wurde. Hessental wurde dem neuen Oberamt Hall unterstellt.
Im Jahr 1867 erhielt Hessental einen Bahnhof und war somit an das Schienennetz der Königlich Württembergischen Staats-Eisenbahnen angeschlossen. Im Jahr 1936 erfolgte die Eingemeindung nach Schwäbisch Hall. Im Jahr 1939 entstand die eigenständige evangelische Kirchengemeinde St. Matthäus.
In der Militärgeschichte spielte Hessental eine Rolle, weil seit 1936 ein Fliegerhorst der Luftwaffe dort ansässig war. Bomber, Nachtjäger sowie die Me 262 waren in Hessental stationiert und wurden im Wald Hasenbühl zwischen Hessental und Sulzdorf endmontiert. Bis 1993 diente der frühere Fliegerhorst unter dem Namen Dolan Barracks der US-Armee als Standort.
Am 13. September 1944 wurden bei einem Fliegerangriff, der wohl dem Fliegerhorst gegolten hatte, die evangelische Kirche, 14 Wohn- und 25 landwirtschaftliche Gebäude schwer beschädigt; ein Einwohner kam ums Leben.
Das Konzentrationslager Hessental war ein vom Sommer 1944 bis April 1945 existierendes Außenlager des KZ Natzweiler-Struthof im Elsass. Im Sommer 1944 wurde es in einem ehemaligen Barackenlager des Reichsarbeitsdiensts am Bahnhof Hessental eingerichtet. Die erste Belegung mit 600 Häftlingen erfolgte am 14. Oktober 1944.

## Verkehr
Der ehemalige „Flugplatz Hessental“ wurde nach militärischer Nutzung Mitte der 1990er Jahre zum zivilen Flugplatz ausgebaut (Flugplatz Schwäbisch Hall-Hessental). Im Bahnhof Schwäbisch Hall-Hessental treffen die Bahnstrecken Crailsheim–Heilbronn und Waiblingen–Schwäbisch Hall-Hessental aufeinander. Außerdem treffen im Ort die beiden Landstraßen L 1060 und L 1056 aufeinander.

## Wirtschaft
In unmittelbarer Nähe des Bahnhofs befindet sich das „Gewerbegebiet Breitloh/Karl-Kurz-Areal“ auf dem Gelände der ehemaligen Fassfabrik Kurz. Das Unternehmen war bis zur Insolvenz 1998 eines der größten Unternehmen der Stadt Schwäbisch Hall. Ein weiteres Industriegebiet („Gewerbegebiet Solpark“) liegt südlich des Flugplatzes. Seit dem Jahr 2020 befindet sich der Hauptsitz der Mustang Holding in Schwäbisch Hall-Hessental.

## Bauwerke

### Kirchen
- Ein Vorgängerbau der evangelischen Kirche St. Matthäus ist erstmals 1365 belegt und wurde wahrscheinlich aus den Resten einer abgegangenen Burg erbaut. 1731 wurde das Langhaus erneuert und der Turm umgebaut. Bei dem Luftangriff 1944 wurde die Kirche großenteils zerstört und in den Jahren 1948 bis 1950 in vergrößertem Maßstab wieder aufgebaut.
- 1964 entstand die katholische Kirche St. Maria, Königin des Friedens.

### Hotel „Die Krone“
1907 wurde das Gasthaus zur Krone von Eugen Gradmann als „einfacher Rokokobau mit Zwerchstock und französischem Dach“ beschrieben. Gradmann erwähnte ein Deckengemälde in einem Zimmer des ersten Obergeschosses, das Abrahams Gastfreundschaft darstellte. Stuckmedaillons im selben Zimmer zeigten die vier Jahreszeiten, außerdem war in einer stuckierten Ofennische das Wappen des Bauherrn zu sehen. Das heutige Ringhotel Krone war einst die limpurgische bzw. ab 1541 hällische Schenkstatt Hessentals. Es ging durch viele Hände. 1754 wurde am alten Platz ein neues Gasthaus erbaut; Bauherr war Johann Michael Winkler. Im 19. Jahrhundert wurde das Anwesen zu einem Preis von 36.000 Gulden an den Mundartdichter und Landtagsabgeordneten Johannes Nefflen verkauft. An ihn erinnert heute das Johann-Nefflen-Zimmer in dem Hotel. 1873 ging das Gasthaus in den Besitz der Familie Dürr über. Seit 2018 wird der traditionelle Gasthof und das Hotel von der Teresa Senioren-Wohnen Servicegesellschaft mbH betrieben. Im Neubau des Hauses betreibt die advita Pflegedienst GmbH ebenfalls seit 2018 ein „advita Haus“, in dem verschiedene Wohn-, Pflege- und Betreuungsformen für Senioren angeboten werden.